# Cylisticus montanus
Cylisticus montanus är en kräftdjursart som beskrevs av Albert Vandel 1980. Cylisticus montanus ingår i släktet Cylisticus och familjen Cylisticidae. Inga underarter finns listade i Catalogue of Life.